# All Souls College

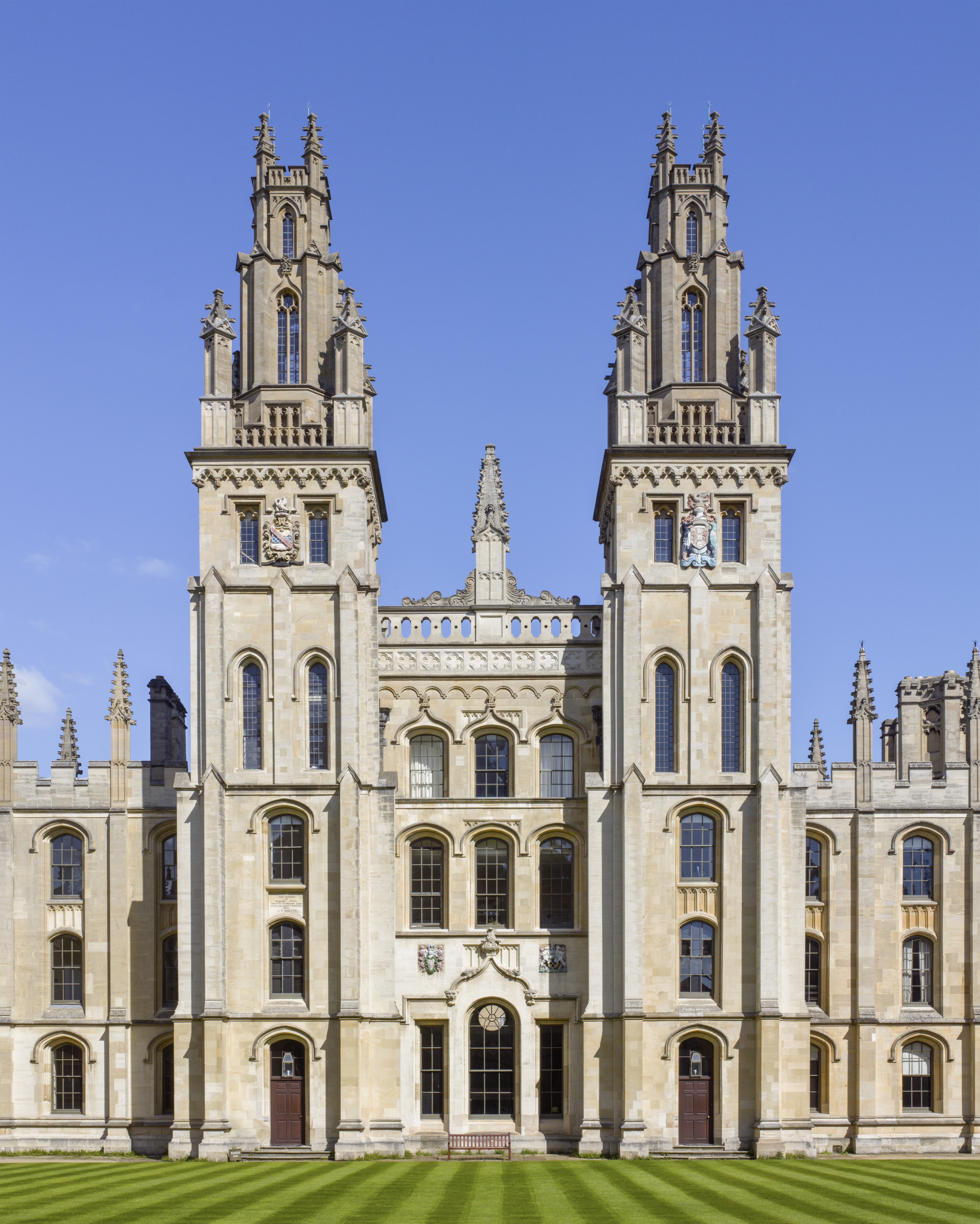
Hawksmoor Towers, All Souls College

All Souls College, voluit: College of the Souls of All the Faithful Departed, is een van de 39 colleges van de Universiteit van Oxford. All Souls College werd in 1438 gesticht door koning Hendrik VI (1421-1471) en de toenmalige aartsbisschop van Canterbury, Henry Chichele (c. 1364-1443) als aandenken aan de gevallenen tijdens de Honderdjarige Oorlog.
All Souls is primair een onderzoeksinstituut aan de Universiteit van Oxford, met louter fellows met een postdoctorale achtergrond. Sinds 1979 worden er ook vrouwen toegelaten aan All Souls.
Alls Souls College is gelegen aan de High Street.